# Alfons Pieterslaan

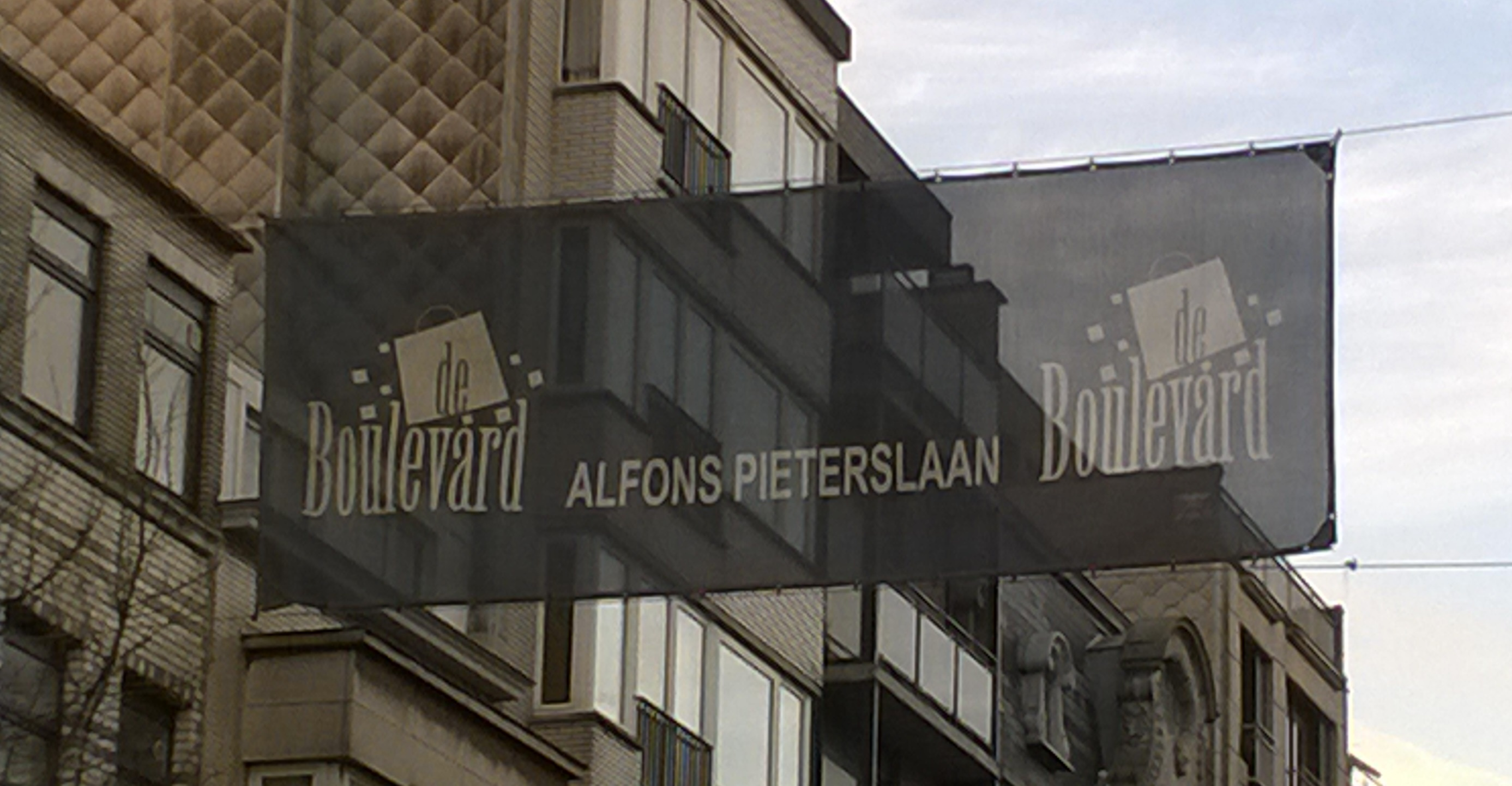
Alfons Pieterslaan te Oostende wordt ook nu nog De Boulevard genoemd

De Alfons Pieterslaan in Oostende is een laan die de verbinding vormt tussen de Vindictivelaan en het kruispunt Petit Paris. 

## Geschiedenis
In 1865 werd Oostende van zijn vestingfunctie ontheven wat de afbraak van de omwallingen mogelijk maakte. De laan werd aangelegd tijdens de eerste fase van de uitbreiding van de stad naar het Westen en kreeg toen de naam Boulevard du Midi of Zuidlaan. In de lokale spreektaal wordt de laan nu nog dikwijls De Boulevard genoemd.
De Zuidlaan verbond de handelsdokken met Petit Paris van waaruit de Nieuwpoort- en Torhoutsesteenweg vertrekken. Op 31 mei 1912 besloot de gemeenteraad om de Zuidlaan te hernoemen naar de daags voordien overleden burgemeester Alfons Pieters.
De Alfons Pieterslaan werd tussen september 2004 en april 2005 volledig heraangelegd.

## Handelsstraat
De Zuidlaan is vanaf de aanleg een uitgesproken handelsstraat geweest. Ook nu nog zijn de meeste panden ingenomen door winkels, alhoewel de Alfons Pieterslaan sinds enkele jaren ook te kampen heeft met wat leegstand.
Er zijn slechts enkele winkelketens gevestigd zoals Carrefour Market, Kruidvat, Panos of Wibra. De overige winkels zijn overwegend lokale handelaars.
In de straat is ook het Sint-Jozefsinstituut gevestigd. Ongeveer halverwege wordt de Alfons Pieterslaan aan de zuidkant onderbroken door een pleintje met daarachter de Sint-Jozefskerk.
Tijdens het eerste weekend van september wordt van vrijdag tot maandag een jaarlijkse braderie gehouden. De straat is dan verkeersvrij.